# Seznam postav v sérii Lví král
Toto je abecedně řazený seznam postav, které se vyskytují ve filmové sérii Lví král. Ta zahrnuje úvodní snímek Lví král, jeho pokračování Lví král 2: Simbův příběh a film Lví král 3: Hakuna Matata, jehož děj se odehrává před a během prvního dílu. Jde o muzikálovou animovanou filmovou sérii z americké produkce společnosti Walt Disney Pictures, která byla do kin uvedena v desetiletém rozpětí 1994 až 2004. Titulní postavu lva Simby namluvil v originále všech tří filmů Matthew Broderick.

## B
Banzai
Hyena, člen smečky Shenzi. Je nejagresívnější z tohoto tria, což jej často dostane do potíží.

## E
Ed
Hyena, člen smečky Shenzi. Komunikuje téměř výhradně idiotským smíchem, ale ve filmu z roku 2019 již mluví.

## K
Kiara
Je to dcera Simby a Naly. Je stejná jako Simba, i oči má po něm. Po Nale získala nebojácnost, odvahu a smysl pro humor. Narodila se na začátku druhého dílu. 
Její otec ji přehnaně ochráňoval před nebezpečím, jelikož ji nechce ztratit, jako on otce. V dětství se spřátelila s Kovuem ze smečky vyhnanců, když zvědavě utekla do země vyhnanců. V dospělosti jí Kovu zachránil život a zamilovali se do sebe. Museli však překonat Simbovu nedůvěru k vyhnancům, což se nakonec podařilo. A společně s lvicemi ze země vyhnanců šli vládnout Lví skále.
Kopa
Je nejstarším dítětem Simby a Naly. Jeho sestrou je Kiara. Kopa se ve filmu objevil pouze jednou a to v prvním díle z roku 1994, když se na konci filmu narodil. Je to budoucí král. 
Když se Kopa narodil, Simba ho hrozně chránil, jenže se zatoulal do země vyhnanců a seznámil se s Vitani. Zira se ho tedy pokusila zabít. Všichni si mysleli, že je mrtvý, ale Kopa byl jen omráčený a tak vyrůstal v džungli. Tam ho jednou viděl Rafiki, ale nepoznal ho. Potom se Kopa vrátil do říše Lvů a zde přebýval pod jménem Kopael. Jenže jednoho dne to Kopa nakonec prozradil a Rafiki potvrdil. Kiara i Simba a Nala byli celí bez sebe. Potom se Kopa vrátil k Vitani, která již bydlela v říši Lvů. Nakonec spolu měli dva překrásné lvíčky.
Kovu
Syn Ziry a nevlastní syn Scara. Má staršího bratra Nuku a sestru Vitani. Objevuje se jen ve druhém díle.
Scar jej před smrtí určil jako budoucího krále. Zira mu vštěpovala, že jednou musí krále Simbu zabít a stát se vládcem Lví říše.
Kovu tento zlý plán poslechl a zachránil Kiaře život, aby pak mohl lstivě požádat Simbu o možnost žít s jeho smečkou. Simba jej podmínečně přijal. Když se však Kovu sblížil s Kiarou a zamiloval se do ní, její láska jej změnila a on se rozhodl zlý plán neprovést.
Chtěl o tom říci Simbovi, ale Simba se o tomto plánu dříve dozvěděl od Ziry. Proto Kovuovi nevěřil a vypověděl jej ze Lví říše. Kovu se však rozhodl, že se svou zlou matkou žít nechce, a odešel do zasněžené pustiny.
Kiara marně otce přemlouvala. Proto šla Kovua hledat a přesvědčila jej, aby se vrátil a požádal Simbu o přijetí. Když přišli do Lví říše, byla Simbova smečka právě napadena smečkou Ziry. Kiara však Simbu přesvědčila, aby nabídl všem členům Ziry smečky mír a společný život ve Lví říši. Simba to udělal a sňatek Kiary s Kovuem schválil.

## M
Ma
Ma(česky Mia), Timonova matka. Je ve 3. díle.
Max
Surikata, strýc Timona.
Mufasa
Silný a moudrý lev. Jeho manželka je Sarabi. Král, který vládl Lví říši na počátku prvního dílu. S otcovskou láskou vychovával syna Simbu a byl zavražděn svým bratrem Scarem.
Ve druhém díle se s hrdostí dívá z nebe na Simbu a sděluje Rafikimu plán, že Kovu a Kiara se mají sblížit

## N
Nala
Simbova kamarádka z dětství. Když oba dospěli a náhodou se setkali, zamilovali se do sebe a Nala Simbu přesvědčovala, aby šel bojovat se Scarem. Přesvědčila ho však teprve pozdější domluva Rafikiho.
Později spolu měli děti Kopu a Kiaru. Nala nabádala Simbu, aby ji nehlídal tak přísně a aby neodsuzoval Kovua, do něhož se Kiara zamilovala, dokud jej nepozná.
Nuka
Nuka byl starší bratr Kovua a Vitani. Je to syn Ziry. Velmi toužil udělat na matku dojem a stěžoval si, že mu nedává příležitost. Když Simba prchal před Ziry smečkou, Nuka se na něj neopatrně vrhl, aby na matku udělal dojem, a byl přitom zabit padajícími kmeny.

## P
Pumba
(Anglicky Pumbaa.) Prase bradavičnaté trpící plynatostí. Blízký přítel Timona. Tito dva zachránili vyčerpaného Simbu před smrtí, vychovali jej, účastnili se závěrečných bitev prvního i druhého dílu a byli blízkými přáteli celé Simbovy rodiny.

## R
Rafiki
Starý moudrý mandril, blízký přítel Mufasy. Dokázal přesvědčit Simbu, aby bojoval se Scarem, a později pomohl Kiaře a Kovuovi se navzájem sblížit.

## S
Sarabi
Manželka Mufasy, matka Simby. Měla odvahu vytýkat chyby Scarovi během jeho vlády, která Lví říši zdevastovala.
Scar
Hlavní záporná postava prvního dílu, Mufasův bratr, který toužil být místo něho králem. Navedl Simbu, aby se šel podívat na Sloní hřbitov, ovšem tam na něho číhaly hyeny domluvené se Scarem. Později se domluvil s hyenami, aby splašily stádo pakoňů směrem do kaňonu, kde právě byl Simba. Mufasa sice Simbu zachránil, ale když se chtěl sám kaňon opustit, Scar jej shodil pod kopyta pakoňů. Mufasa zemřel a Scar namluvil Simbovi, že je to jeho vina.
Simba proto utekl a Scar se stal králem, ale jeho vláda zemi zdevastovala. Když se později Simba vrátil, aby si právoplatně nárokoval svůj trůn, Scar se znovu pokusil jej zastrašit obviněním, že může za Mufasovu smrt. Tehdy se však Simba dozvěděl, že Mufasu zavraždil Scar. Simba souboj se Scarem vyhrál, ale udělil mu milost; Scara však rozsápaly hyeny.
V druhém díle se domníváme, že Scar měl samici Ziru a že lvy, kteří Scara následovali, Simba vypověděl ze Lví říše; byli nazváni Vyhnanci (Lví král).
Shenzi
Shenzi je hyena skvrnitá, vůdkyně tříčlenné smečky, v níž je ještě Banzai a Ed. Toto trio pomáhá Scarovi plnit jeho zlé plány. Zatímco v prvním díle jsou hyeny druhotnými zápornými postavami, v díle Lví král 3: Hakuna Matata jsou hlavními antagonisty, snaží se ulovit surikaty z Timonovy kolonie a v závěrečné bitvě chtějí sežrat Timona s jeho matkou a strýcem.
Simba
Simba je lev. Je to jedna z hlavních postav Lvího krále. Jeho otec je Mufasa a matka Sarabi. Simba má také strýce který se ho snaží zabít, ale až Simba vyroste vrátí se domů a porazí ho v souboji na Lví skále. Simba má s Nalou dvě děti Kopu a  Kiaru.  

## T
Timon
Samec surikaty, nerozlučný přítel Pumby, který si často přivlastňoval jeho nápady.
Ve filmu Lví král 3: Hakuna Matata, jehož začátek se odehrává před dějem zbylých dvou filmů, je členem kolonie Surikat, ale vyslouží si odmítnutí ostatních pro špatné hlídání a také proto,že často zboří jejich práci. Proto odejde do světa, kde potká Pumbu a s ním vychová Simbu. Později je blízkým přítelem Simbovy rodiny.

## V
Vitani
Vitani je dcera Ziry, vyrůstá mezi Vyhnanci. Jejími bratry jsou Nuka a Kovu. Pomáhá zapálit savanu, aby její bratr Kovu mohl lstivě zachránit život Kiaře. Později je vyslána matkou na průzkum a oznámí Ziře, že Kovu neprovedl její plán - zabít Simbu.
Při závěrečné bitvě je Vitani první, kdo přijme Kiařinu nabídku na mír. Když jí za to Zira vyhrožuje zabitím, opustí Ziru i všichni ostatní Vyhnanci.
Vitani a ostatní Vyhnanci se připojují k Lví Říší.
Po nějaké době do Lví Říše přichází Kopa (nejstarší potomek Simby) s kterým se zná z dětství. Vitany s Kopou mají později dva lvíčky (děti).
Vyhnanci
(Anglicky Outlanders.) Vystupují jen ve druhém díle. Šlo o smečku lvů, kteří byli věrní Scarovi a Simba je za to vykázal do nehostinné pustiny mimo Lví říši. Po Scarově smrti je vede Zira. Mezi vyhnanci jsou také Nuka, Kovu, Vitani a nepojmenované lvice. Spory mezi Vyhnanci a Simbovou smečkou jsou hlavním námětem druhého dílu.

## Z
Zazu
Zazu byl pták (zoborožec), který sloužil jako Mufasův a později Simbův majordomus - vyřizoval vzkazy a organizační úkoly.
Zira
Hlavní záporná postava druhého dílu, vůdkyně Vyhnanců. Měla dceru Vitani a syny jménem Nuka a Kovu. Celý život nenáviděla Simbu a toužila jej zabít, aby se králem Lví říše stal Kovu. Tuto nenávist vštípila i Kovuovi, ale ten se od ní odvrátil, když ho proměnila láska Kiary.
Zira se potom pokusila Simbu zabít, když jej Ziry smečka našla samotného (jen s Kovuem). Když se to nepodařilo (byl jen zraněn), pokusila se pocity viny přimět Kovua, aby se postavil proti Simbovi, ale Kovu ji po tomto rozhovoru naopak opustil.
Zira pak využila Simbova zranění k tomu, aby se svými lvicemi Simbovu smečku přímo napadla. Uprostřed zuřivého boje však přišla Kiara a přesvědčila obě strany, že není důvod k nepřátelství. Všichni vyhnanci včetně Vitani to akceptovali, což Ziru rozzuřilo. Pokusila se zabít Simbu, ale sama přitom spadla do řeky a zemřela, protože odmítla pomoc Kiary.
Existuje teorie, podle které je Zira napůl oběť. Milovala Scara a jeho smrt ji hluboce zasáhla. Věděla, že Scar zemřel kvůli Simbovi, tak se ho pokusila zabít. Musela být přesvědčená, že to, co dělá je správné, jinak by příměří akceptovala. Scar pro ni byl všechno. Možná měla i jistý pocit viny, že nezvládla Scara zachránit. V rámci zachování rodu porodila Kovua. Nakonec, když viděla, že se jí ničí vše, co jí zůstalo a že i vlastní dcera se přidává na stranu "vraha" Simby, raději zemřela. Je možné, že to vše byla jen opožděná reakce na šok ze smrti milované osoby, se kterou se věčně hádali, ale udělala by vše pro to, aby Scar žil.